# Kepler-58
Kepler-58 — звезда, которая находится в созвездии Лебедя на расстоянии около 3455 световых лет от нас. Вокруг звезды обращаются, как минимум, две планеты.

## Характеристики
Kepler-58 представляет собой солнцеподобную звезду спектрального класса G0V или G1, по размерам и массе примерно равную Солнцу. Впервые в астрономической литературе упоминается в каталоге 2MASS, опубликованном в 2003 году. Масса звезды равна 0,95 солнечной, а радиус — 1,03 солнечного. Температура поверхности звезды составляет приблизительно 5843 кельвинов.